# Gustaf Grubbe
Gustaf Grubbe, född 18 december 1669, död 4 november 1759 i Karlskrona, var en svensk amiral.

## Biografi
Gustaf Grubbe föddes 1669. Han var son till kaptenen Peter Grubbe vid Kungliga Jaktvarvet i Stockholm, sonson till Christofer Larsson Grubbe, och Elisabet Forbes af Lund, en dotterdotter till Nils Chesnecopherus. Grubbe blev 30 oktober 1684 volontär vid Amiralitetet.
Han ingick liksom sina bröder i militären, blev 1684 volontär vid Amiralitetet där han hann bli arklimästare och konstapel innan han för några år var i holländsk tjänst vid amiralsskeppet där. 1696 återkom han till Amiralitetet i Sverige.
Han deltog efter hemkomsten i Stora nordiska kriget. 1715 blev han kommendör, 1719 schoutbynacht, 1732 viceamiral och 1736 amiral. var ekipagemästare i Karlskrona 1728 och chef för Karlskrona örlogsvarv 1728–1732. Han utnämndes till amiralitetsråd 1736 och var president i Amiralitetskollegium 1742–1759.

### Familj
Grubbe gifte sig 16 november 1703 med Anna Christina Lagercrantz (1682–1756), dotter till överkommissarien Magnus Lagercrantz och Anna Maria Sneckenberg. De fick tillsammans barnen Anna Elisabet Grubbe (född 1704), Catharina Maria Grubbe (1706–1743) som var gift med landshövdingen friherre Adam Johan Raab i Kronobergs län, kommendörkaptenen Magnus Grubbe (1709–1763), Carl Gustaf Grubbe (född 1711), Sofia Lovisa Grubbe (född 1713), Peter Grubbe (1716–1717), Ulrika Christina Grubbe (1717–1790) som var gift med skeppskaptenen Carl Raab), Axel Grubbe (född 1718), Sofia Lovisa Grubbe (1720–1771) som var gft med ryttmästaren Ernst Herman von Wolffradt, Gustaf Adolf Grubbe (född 1721), Per Grubbe (född 1723), Anna Fredrika Grubbe (1726–1766)  som var gift med vice amiralen Christer Ludvig Jägerskiöld och konteramiralen Carl Gustaf Grubbe (1729–1783).